# Dmytro Pidručnyj
Dmytro Pidručnyj (ukrajinsky Дмитро Підручний, * 5. listopadu 1991 Ternopil, Ukrajinská SSR, Sovětský svaz) je ukrajinský biatlonista. Jeho největším úspěchem je zlatá medaile ze stíhacího závodu z mistrovství světa 2019 v Östersundu před Johannesem Thingnesem Bø.
V individuálních závodech světového poháru před tím nikdy nezvítězil ani neobsadil místo na stupních vítězů.
Po ruské invazi na Ukrajinu v únoru 2022 se zapojil do obrany své země proti ruské armádě.

## Výsledky

### Olympijské hry a mistrovství světa
| Sezóna  | D   | Místo                | SP  | SZ  | HZ  | IZ  | ŠT  | SŠT | SZD | Věk    |
| ------- | --- | -------------------- | --- | --- | --- | --- | --- | --- | --- | ------ |
| 2013/14 | ZOH | Soči                 | 21. | 34. | –   | –   | 9.  | 7.  | ×   | 22 let |
| 2014/15 | MS  | Kontiolahti          | –   | –   | –   | –   | 9.  | –   | ×   | 23 let |
| 2015/16 | MS  | Oslo                 | 44. | DNS | –   | –   | 16. | 4.  | ×   | 24 let |
| 2016/17 | MS  | Hochfilzen           | 28. | 14. | 25. | 41. | 6.  | 5.  | ×   | 25 let |
| 2017/18 | ZOH | Pchjongčchang        | 21. | 34. | –   | –   | 9.  | 7.  | ×   | 26 let |
| 2018/19 | MS  | Östersund            | 4.  | 1.  | 10. | –   | –   | 7.  | 5.  | 27 let |
| 2019/20 | MS  | Anterselva           | 10. | 30. | 23. | –   | 12. | 5.  | 10. | 28 let |
| 2020/21 | MS  | Pokljuka             | 23. | 28. | –   | 67. | 5.  | 4.  | –   | 29 let |
| 2021/22 | ZOH | Peking               | 13. | 13. | 24. | 18. | 9.  | 13. | ×   | 30 let |
| 2022/23 | MS  | Oberhof              | 5.  | 8.  | 23. | –   | 13. | 10. | 15. | 31 let |
| 2023/24 | MS  | Nové Město na Moravě | 21. | 23. | 27. | –   | 13. | 7.  | 14. | 32 let |
| 2024/25 | MS  | Lenzerheide          | 37. | 30. | 30. | –   | 8.  | 8.  | –   | 33 let |

Poznámka: Výsledky z olympijských her se do hodnocení světového poháru nezapočítávají; výsledky z mistrovství světa se dříve započítávaly, od mistrovství světa v roce 2023 se nezapočítávají.